# Pepsi-Cola Masters 1970 - Doppio
Il doppio del torneo di tennis Pepsi-Cola Masters 1970, facente parte della categoria Grand Prix, ha avuto come vincitori Arthur Ashe e Stan Smith che sono arrivati primi nel round robin.

## Round robin

### Legenda
| - Q = Qualificato - WC = Wild card - LL = Lucky loser | - ALT = Alternate - SE = Special Exempt - PR = Protected Ranking | - w/o = Walkover - r = Ritirato - d = Squalificato |

|                                | Ashe Smith | Kodeš Laver   | Franulović Rosewall |
| Arthur Ashe Stan Smith         |            | 6–3, 6–4      | 6–5, 6–5            |
| Jan Kodeš Rod Laver            | 3–6, 4–6   |               | 3–6, 6–5, 6–4       |
| Željko Franulović Ken Rosewall | 5–6, 5–6   | 6–3, 5–6, 4–6 |                     |

### Classifica
| Giocatori                      | RR V-P | Sets V-P | Games V-P | Posizione |
| ------------------------------ | ------ | -------- | --------- | --------- |
| Arthur Ashe Stan Smith         | 2–0    | 4–0      | 24–17     | 1         |
| Jan Kodeš Rod Laver            | 1–1    | 2–5      | 22–27     | 2         |
| Željko Franulović Ken Rosewall | 0–2    | 1–4      | 25–27     | 3         |

La classifica viene stilata in base ai seguenti criteri: 1) Numero di vittorie; 2) Numero di partite giocate; 3) Scontri diretti (in caso di due giocatori pari merito ); 4) Percentuale di set vinti o di games vinti (in caso di tre giocatori pari merito ); 5) Decisione della commissione.